# Dipa Nusantara Aidit
Dipa Nusantara Aidit   (Belitung, 30 de juliol de 1923 - Indonèsia, 22 de novembre de 1965) va ser un polític indonesi. Va formar part del grup de joves que van assumir la direcció del Partit Comunista d'Indonèsia a partir de 1951, essent-ne nomenat Secretari General. Durant aquesta etapa, en què va advocar per una via pacífica cap al socialisme, el partit va experimentar un enorme creixement, passant de 7.000 membres el 1952 a gairebé 3 milions el 1965. Va donar suport al govern nacionalista de Sukarno i les seves mesures nacionalitzadores, arribant a participar al seu govern.
Després del fallit cop d'estat falsament atribuït al partit comunista el 1r d'octubre de 1965 i en el marc de la subsegüent repressió militar dirigida pel general Suharto, va ser detingut i executat sense judici previ.